# Cuarta División de Chile 1988
El Campeonato Nacional de Cuarta División de Chile de 1988 fue la edición número 6 del torneo de la categoría.
Participaron 21 equipos, la temporada 1988 se dividió en el torneo de Apertura y el Torneo Oficial.

## Torneo apertura

### Primera fase
El primer torneo del año se jugó con el sistema de todos-contra-todos agrupados en dos grupos: Norte y Sur. Luego de terminada la primera fase, los equipos que terminarían en primer lugar disputarían la final del campeonato, que fue ganada por  Thomas Bata de Peñaflor, que resultó ser el campeón.

#### Grupo Norte
| Pos | Equipo             | PJ | PG | PE | PP | GF | GC | Dif | Pts |
| --- | ------------------ | -- | -- | -- | -- | -- | -- | --- | --- |
| 1   | Thomas Bata        |    |    |    |    |    |    |     | 15  |
| 2   | Juventud Renca     |    |    |    |    |    |    |     | 15  |
| 3   | Arrieta Guindos    |    |    |    |    |    |    |     | 14  |
| 4   | Ignacio Serrano    |    |    |    |    |    |    |     | 10  |
| 5   | Atlético Curacaví  |    |    |    |    |    |    |     | 8   |
| 6   | Malloco Atlético   |    |    |    |    |    |    |     | 7   |
| 7   | Isla de Maipo      |    |    |    |    |    |    |     | 7   |
| 8   | Estrella Chacabuco |    |    |    |    |    |    |     | 6   |
| 9   | Talagante Unido    |    |    |    |    |    |    |     | 5   |
| 10  | Ferroviarios       |    |    |    |    |    |    |     | 3   |

PJ=Partidos jugados; PG=Partidos ganados; PE=Partidos empatados; PP=Partidos perdidos; GF=Goles a favor; GC=Goles en contra; Dif=Diferencia de gol; Pts=Puntos

#### Grupo Sur
| Pos | Equipo             | PJ | PG | PE | PP | GF | GC | Dif | Pts |
| --- | ------------------ | -- | -- | -- | -- | -- | -- | --- | --- |
| 1   | Granja Juniors     | -  | -  | -  | -  | -  | -  | -   | 17  |
| 2   | 21 de Mayo         | -  | -  | -  | -  | -  | -  | -   | 17  |
| 3   | C.T.C.             | -  | -  | -  | -  | -  | -  | -   | 13  |
| 4   | Barnechea          | -  | -  | -  | -  | -  | -  | -   | 12  |
| 5   | San Luis Pirque    | -  | -  | -  | -  | -  | -  | -   | 11  |
| 6   | Comercio           | -  | -  | -  | -  | -  | -  | -   | 10  |
| 7   | Unión Veterana     | -  | -  | -  | -  | -  | -  | -   | 8   |
| 8   | Panamericano       | -  | -  | -  | -  | -  | -  | -   | 7   |
| 9   | Tricolor Municipal | -  | -  | -  | -  | -  | -  | -   | 6   |
| 10  | Atlético Huracán   | -  | -  | -  | -  | -  | -  | -   | 6   |
| 11  | Chiprodal          | -  | -  | -  | -  | -  | -  | -   | 3   |

PJ=Partidos jugados; PG=Partidos ganados; PE=Partidos empatados; PP=Partidos perdidos; GF=Goles a favor; GC=Goles en contra; Dif=Diferencia de gol; Pts=Puntos
|  | Juega la final por el campeonato. |

### Final por el campeonato de Apertura
Clasificaron a la final por el campeonato los equipos que terminaron en la primera ubicación en los Grupos Norte (Thomas Bata) y Grupo Sur (Granja Juniors). 

#### Partidos
|  | Thomas Bata | 1:0 | Granja Juniors |  |  |

|  | Granja Juniors | 2(3):0(5) | Thomas Bata |  |  |

## Torneo oficial

### Primera fase

#### Grupo Norte
| Pos | Equipo             | PJ | PG | PE | PP | GF | GC | Dif | Pts |
| --- | ------------------ | -- | -- | -- | -- | -- | -- | --- | --- |
| 1   | Thomas Bata        |    |    |    |    |    |    |     | 29  |
| 2   | Atlético Curacaví  |    |    |    |    |    |    |     | 21  |
| 3   | C.T.C.             |    |    |    |    |    |    |     | 20  |
| 4   | Malloco Atlético   |    |    |    |    |    |    |     | 19  |
| 5   | Estrella Chacabuco |    |    |    |    |    |    |     | 18  |
| 6   | Juventud Renca     |    |    |    |    |    |    |     | 18  |
| 7   | Ferroviarios       |    |    |    |    |    |    |     | 18  |
| 8   | Talagante Unido    |    |    |    |    |    |    |     | 15  |
| 9   | Arrieta Guindos    |    |    |    |    |    |    |     | 12  |
| 10  | Ignacio Serrano    |    |    |    |    |    |    |     | 12  |

PJ=Partidos jugados; PG=Partidos ganados; PE=Partidos empatados; PP=Partidos perdidos; GF=Goles a favor; GC=Goles en contra; Dif=Diferencia de gol; Pts=Puntos

#### Grupo Sur
| Pos | Equipo             | PJ | PG | PE | PP | GF | GC | Dif | Pts |
| --- | ------------------ | -- | -- | -- | -- | -- | -- | --- | --- |
| 1   | Barnechea          |    |    |    |    |    |    |     | 29  |
| 2   | San Luis Pirque    |    |    |    |    |    |    |     | 28  |
| 3   | Unión Veterana     |    |    |    |    |    |    |     | 27  |
| 4   | Chiprodal          |    |    |    |    |    |    |     | 24  |
| 5   | Tricolor Municipal |    |    |    |    |    |    |     | 21  |
| 6   | 21 de Mayo         |    |    |    |    |    |    |     | 18  |
| 7   | Granja Juniors     |    |    |    |    |    |    |     | 18  |
| 8   | Atlético Huracán   |    |    |    |    |    |    |     | 16  |
| 9   | Isla de Maipo      |    |    |    |    |    |    |     | 15  |
| 9   | Panamericano       |    |    |    |    |    |    |     | 15  |
| 11  | Comercio           |    |    |    |    |    |    |     | 9   |

PJ=Partidos jugados; PG=Partidos ganados; PE=Partidos empatados; PP=Partidos perdidos; GF=Goles a favor; GC=Goles en contra; Dif=Diferencia de gol; Pts=Puntos
|  | Juega la final por el campeonato. Asciende a Tercera División |

### Final por el campeonato oficial
Clasificaron a la final por el campeonato los equipos que terminaron en la primera ubicación en los Grupos Norte (Thomas Bata) y Grupo Sur (Barnechea). 

#### Partidos
|  | Barnechea | 0:2 | Thomas Bata |  |  |

|  | Thomas Bata | 2:1 | Barnechea |  |  |

| Campeón Thomas Bata Asciende a Tercera |